# Hubert Fournier
Hubert Fournier (Riom, Puy-de-Dôme, 3 de septiembre de 1967) es un exfutbolista y entrenador de fútbol francés. Actualmente trabaja como director técnico nacional de la Federación Francesa de Fútbol.

## Carrera como jugador
Formado en la cantera del US Maubeuge, en 1989 fue traspasado al SM Caen. Con este equipo jugó en la Ligue 2, la Ligue 1 y la Copa UEFA, siendo un futbolista importante en el equipo. Con el cambio de entrenador perdió protagonismo y se marchó al EA Guingamp, por aquel entonces en el Championnat National, en 1993. Al año siguiente fueron campeones de la categoría. Posteriormente, en 1996, probó suerte en el extranjero, fichando por el Borussia Mönchengladbach de Alemania, aunque sin mucha suerte. Tras dos años, regresó a Francia, incorporándose a las filas del Olympique de Lyon. Luego regresó al EA Guingamp y se retiró en 2004, siendo futbolista del FC Rouen.

## Carrera como entrenador
US Boulogne
Fournier comenzó su carrera como técnico en 2004, siendo asistente de Philippe Montanier en el modesto US Boulogne.
FC Gueugnon
En mayo de 2008, se convirtió en entrenador del FC Gueugnon, recién descendido al Championnat National, pero fue despedido el 27 de diciembre de 2008 debido a los malos resultados del equipo (16º de 20 equipos). Fue reemplazado por René Le Lamer, aunque Fournier permaneció en el club como un supervisor.
Stade de Reims
En junio de 2009, llegó al Stade de Reims como adjunto del entrenador Marc Collat. Al año siguiente, obtuvo el título de entrenador y fue nombrado primer entrenador del Stade de Reims, cuando el equipo acababa de ascender a la Ligue 2 el 18 de mayo de 2010.
En la temporada 2010-2011, el Stade de Reims concluyó en 10º puesto en la Ligue 2 y llegó a los cuartos de final de la Copa de Francia. En la temporada siguiente (2011-2012) terminó segundo en el campeonato local y así se ganó el ascenso a la Ligue 1, categoría donde no jugaba el equipo desde hacía 33 años. Una vez en la máxima división del fútbol francés, el Stade de Reims obtuvo la permanencia al acabar como 14º clasificado en la Ligue 1 2012-13, 5 puntos por encima del descenso. Al año siguiente, volvió a mantener al equipo de la Champaña-Ardenas en la máxima categoría del fútbol francés (fue 11º con 48 puntos en la Ligue 1 2013-14).
Olympique de Lyon
El 23 de mayo de 2014, el Olympique de Lyon anunció su contratación como nuevo técnico, para lo que tuvo que pagar unos 360.000 euros al Stade de Reims. Aunque perdió 3 de sus 4 primeros partidos al frente del equipo lionés y fue eliminado por el modesto FC Astra Giurgiu en la ronda previa de la Liga Europa, pronto entró en una buena racha que lo llevó al 3.er puesto tras 11 jornadas de Ligue 1, terminando la primera vuelta como 2º clasificado. En la segunda parte del torneo, el Olympique de Lyon llegó a ser líder; pero finalmente se vino abajo en las últimas jornadas y tuvo que conformarse con el subcampeonato (que no obstante ya suponía un gran salto cualitativo comparado con el 5º puesto del curso anterior). Tras esta buena temporada, el club extendió su contrato por un año más.
Su segunda temporada en el Stade de Gerland comenzó con resultados alternos en la Ligue 1, aunque el Olympique de Lyon fue a más y se situó en la lucha por el subcampeonato superado el primer tercio del campeonato. En contraposición, el equipo no pudo superar la fase de grupos de la Liga de Campeones. En los últimos partidos del año, el OL entró en barrena (1 punto de 18 posibles), cayendo a la 9ª posición al término de la primera vuelta de la Ligue 1, con 13 puntos menos en su haber que la temporada pasada a estas alturas. Estos malos resultados fueron el detonante para la destitución de Fournier el 24 de diciembre de 2015, siendo el primer técnico del Olympique de Lyon que es cesado en sus funciones durante el transcurso de la temporada desde 1996.
Federación Francesa de Fútbol
En junio de 2017, fue nombrado director técnico nacional de la Federación Francesa de Fútbol.

## Clubes

### Como jugador
| Club                     | País     | Año       | Partidos | Goles |
| ------------------------ | -------- | --------- | -------- | ----- |
| US Maubeuge              | Francia  | 1988-1989 | ¿?       | ¿?    |
| SM Caen                  | Francia  | 1989-1993 | 97       | 2     |
| EA Guingamp              | Francia  | 1993-1996 | 108      | 1     |
| Borussia Mönchengladbach | Alemania | 1996-1998 | 36       | 0     |
| Olympique de Lyon        | Francia  | 1998-2000 | 68       | 0     |
| EA Guingamp              | Francia  | 2000-2002 | 63       | 1     |
| FC Rouen                 | Francia  | 2002-2004 | 58       | 1     |

### Como entrenador
| Club                    | País    | Año       | P  | PG | PE | PP | % v.  |
| ----------------------- | ------- | --------- | -- | -- | -- | -- | ----- |
| US Boulogne (asistente) | Francia | 2004-2008 |    |    |    |    |       |
| FC Gueugnon             | Francia | 2008      | 18 | 3  | 9  | 6  | 16.67 |
| Stade de Reims          | Francia | 2009-2014 | 91 | 28 | 28 | 35 | 30.77 |
| Olympique de Lyon       | Francia | 2014-2015 | 72 | 35 | 16 | 21 | 48.61 |
| Fuente                  |         |           |    |    |    |    |       |

## Palmarés

### Como jugador
EA Guingamp
- Championnat National: 1994

### Como entrenador
US Boulogne
- Championnat de France Amateurs: 2005